# Palatul Băncii Naționale din Arad
Palatul Băncii Naționale este un imobil situat pe Bulevardul Revoluției, municipiul Arad. A fost construit între anii 1909-1910 după planurile și sub conducerea arhitectului Lajos Szántay. Partea centrală a clădirii eclectice a fost realizată după modelul templelor grecesti, pe deasupra intrării se ridică patru coloane, ele fiind încoronate cu un timpanon triunghiular având la vârf un stup, simbolul instituției. Părțile laterale simetrice poartă elementele stilului renascentist.